# Solomon Rosenthal
Solomon (Shlomo) Konradovitx Rosenthal (Rozental) (10 d'agost de 1890, Vílnius – 18 de novembre de 1955, Minsk) fou un jugador d'escacs lituà i belarús.

## Resultats destacats en competició
Als inicis de la seva carrera, abans de la I Guerra Mundial, empatà als llocs 6è-7è al Torneig d'escacs d'Hamburg 1910 (17è DSB Congress, Hauptturnier A, el campió fou Gersz Rotlewi), fou 5è a Karlsruhe 1911, 3r a Múnic 1911 (Quadrangular, el campió fou Simon Alapin), empatà als llocs 4t-5è a St. Petersburg 1911 (el campió fou Stepan Levitsky), fou 2n, rere Bernhard Gregory, a Breslau 1912 (18è DSB Congress, Hauptturnier A), fou 2n, rere Andreas Duhm, a Heidelberg 1913, i fou 7è a St. Petersburg 1913 (el campió fou Alexander Evensohn).

### A la Unió Soviètica
Fou el primer Campió de Belarús, campionat que va guanyar els anys 1924 i 1925. Fou 4t, rere Konstantín Vigódtxikov, Abram Model i Vladislav Silitx, a Minsk 1928 (4t Campionat belarús), va participar al 3r Campionat de Sindicats de 1928 a Moscou, on acabà en quart lloc (el campió fou Nikolai Grigóriev), i fou 5è als quarts de final del 6è Campionat d'escacs de l'URSS, Odessa 1929).